# Вайлупов, Никита Юрьевич
Ники́та Ю́рьевич Вайлу́пов (бел. Мікіта Юр’евіч Вайлупаў, род. 30 июля 1995 года, Витебск, Белоруссия) — белорусский гандболист, правый крайний клуба «Бенфика» и сборной Белоруссии. Мастер спорта международного класса Республики Беларусь.

## Спортивная биография

### Клубная карьера
Воспитанник витебской школы гандбола. Выступал за ГК им. Левина (Новополоцк), «Динамо» (Минск), «Аркатрон» (Минск), СКА (Минск). В СКА дебютировал в марте 2014 года, куда перешёл из расформированного минского «Динамо». В составе СКА пять раз становился серебряным призёром чемпионата Белоруссии, выигрывал Кубок страны, два раза побеждал в Балтийской лиге (2014 и 2015). За СКА провёл 226 матчей и забросил 1175 мячей.
В конце мая 2019 года перешёл из минского СКА в БГК им. Мешкова, подписав трёхлетний контракт. Игровой номер — 55.
Дебютировал в составе БГК 12 августа 2019 года в товарищеской игре против словенского «Копера» (40:22), став самым результативным игроком матча (9 голов).
3 октября 2019 года Никита забросил 20 мячей в гостевом матче SEHA League против сербского клуба «Металопластика» (33:35). Это рекорд по голам одного игрока за матч в истории этого турнира. Вайлупов реализовал 20 из 25 бросков, в том числе 9 из 10 семиметровых. 5 ноября забросил 14 мячей в гостевом матче SEHA League против «Еурофарма» из Северной Македонии (35:32). 23 ноября забил 12 мячей после 12 бросков в матче в Лиги чемпионов ЕГФ против «Вардара» (31:22), став самым результативным игроком матча. По итогам игрового тура был включён в символическую сборную Лиги чемпионов. В феврале 2020 года вновь был включён в символическую сборную 13-го тура Лиги чемпионов вместе со своим одноклубником Андреем Юринком после победы БГК над «Килем» (Никита забросил 11 мячей в этой игре).
В марте в двух матчах плей-офф SEHA League Вайлупов забросил 13 мячей в ворота запорожского «Мотора» и помог своей команде выйти в следующий круг (30:28 и 33:28).
В ноябре 2021 года стало известно, что с сезона 2022/23 Вайлупов будет выступать за венгерский «Веспрем», подписав контракт на два сезона.
В составе «Веспрема» Вайлупов дважды выиграл чемпионат Венгрии и также дважды стал победителем Кубка страны. В мае 2025 года гандболист и клуб договорились закончить сотрудничество по обоюдному согласию.
В июле 2025 года подписал контракт с португальской «Бенфикой», рассчитанный на один год.

### Выступления за сборную
Дебютировал в национальной сборной в 2015 году, сыграв два матча, в которых забросил 7 мячей.
25 октября 2018 года стал самым результативным игроком (6 мячей) сборной Белоруссии в отборочном матче Евро-2020 против сборной Боснии и Герцеговины в Минске (29:30). Вайлупов сыграл во всех 6 отборочных матчах Евро-2020 и забросил 15 мячей, сборная Белоруссии заняла второе место в 5-й группе после команды Чехии и прошла в финальную стадию турнира.
В финальном турнире чемпионата Европы на групповой стадии в первом матче Вайлупов забросил два мяча в ворота сербов (35:30), в том числе реализовав первый 7-метровый белорусов на турнире. В следующих играх против Хорватии (23:31) и Черногории (36:27) Никита становился самым результативным игроком матча (8 и 7 голов соответственно). В основном раунде Никита забросил 4 мяча в проигранном матчей с Германией (23:31), затем стал лучшим бомбардиром команды (6 голов) в игре с Чехией (28:25). 20 января Вайлупов забросил 8 мячей испанцам (28:37) и стал самым результативным игроком матча. В последнем матче на турнире Никита установил рекорд своей результативности за сборную, он забросил 12 мячей сборной Австрии (36:36), став лучшим бомбардиром матча. По итогам турнира Вайлупов забросил 47 мячей после 63 бросков в 7 матчах (6,7 в среднем за игру) и стал вторым бомбардиром турнира, уступив только норвежцу Саннеру Сагосену (65 голов), который сыграл на два матча больше. Сборная Белоруссии заняла 10-е место на турнире.
На чемпионате мира 2021 года в Египте Вайлупов стал лучшим бомбардиром сборной в матчах против сборной ФГР (32:32, 10 голов), сборной Республики Корея (32:24, 8 голов), сборной Швеции (26:26, 6 голов) и сборной Египта (26:35, 4 гола). Всего забросил на турнире 35 мячей после 48 бросков (5,8 в среднем за игру) и стал лучшим бомбардиром сборной Белоруссии, которая заняла 17-е место.

## Личная жизнь
Хобби — живопись, в детстве в течение месяца посещал художественную школу, но понял, что не сможет там заниматься. Начал писать картины в стиле абстрактного экспрессионизма, уже будучи профессиональным гандболистом.

## Статистика выступлений

### Клубная
| Клуб         | Лига                 | Сезон   | Чемпионат | Чемпионат | Кубок | Кубок | Еврокубки | Еврокубки | Другие лиги | Другие лиги | Всего | Всего |
| Клуб         | Лига                 | Сезон   | Игры      | Голы      | Игры  | Голы  | Игры      | Голы      | Игры        | Голы        | Игры  | Голы  |
| ------------ | -------------------- | ------- | --------- | --------- | ----- | ----- | --------- | --------- | ----------- | ----------- | ----- | ----- |
| СКА Минск    | Чемпионат Белоруссии | 2014/15 | 22        | 109       | 2     | 8     | 4         | 10        | 11          | 75          | 39    | 202   |
| СКА Минск    | Чемпионат Белоруссии | 2015/16 | 22        | 89        | 2     | 7     | 8         | 24        | 10          | 66          | 42    | 186   |
| СКА Минск    | Чемпионат Белоруссии | 2016/17 | 25        | 145       | 2     | 10    | 4         | 22        | 10          | 41          | 41    | 218   |
| СКА Минск    | Чемпионат Белоруссии | 2017/18 | 32        | 178       | 2     | 5     | 10        | 36        | 12          | 57          | 56    | 276   |
| СКА Минск    | Чемпионат Белоруссии | 2018/19 | 19        | 119       |       |       | 2         | 6         | 8           | 36          | 29    | 161   |
| СКА Минск    | Итого                | Итого   | 120       | 640       | 8     | 30    | 28        | 98        | 51          | 275         | 207   | 1043  |
| Мешков Брест | Чемпионат Белоруссии | 2019/20 |           |           |       |       |           |           |             |             |       |       |
| Мешков Брест | Чемпионат Белоруссии | 2020/21 |           |           |       |       |           |           |             |             |       |       |
| Мешков Брест | Итого                |         |           |           |       |       |           |           |             |             |       |       |

### Выступления за сборную

#### Матчи и голы
| Год  | Матчи | Голы |
| ---- | ----- | ---- |
| 2015 | 2     | 7    |
| 2016 | 6     | 16   |
| 2017 | 8     | 20   |
| 2018 | 4     | 12   |